# Chrysometa columbicola
Chrysometa columbicola là một loài nhện trong họ Tetragnathidae.
Loài này thuộc chi Chrysometa. Chrysometa columbicola được Embrik Strand miêu tả năm 1916.